# Pen Jakke
Pen Jakke var en norsk hiphopgruppe fra Fredrikstad som blev startet i 1994 og opløst i 2001. 
Gruppen blev startet da raperne Ubåt og Sjel-Jonas, som udgjorde duoen Blazer (tidligere Blender), skulle lave musikken til en reklamefilm for Norsk Glassgjenvinning. Dette resulterede i sangen «Hekta på glass» som var deres første med norsk tekst. Efterhånden fik Skranglebein med sig og Fundamental fra duoen Pasifist, som de havde samarbejdet en del med. Kvartetten udgav EP-erne De kom ridende i 1999 og Pen Jakke året efter. I 2000 kom albummet Østen, som blev deres eneste album. Albummt blev fulgt op af EP-en Generasjon Hip Hop i 2001 hvor de blandt andet samarbejdede med Apollo, Jørg-1 (fra Tungtvann), Dane (fra Klovner i Kamp) og Kapabel, før de blev opløst samme år. 

## Medlemmer
- Skranglebein (Per Olav Hoff Mydske): rap
- Fundamental (Lyd Matias Rødal): rap
- Ubåt (Stian Neple): rap
- Sjel Jonas (Jonas Bjerketvedt): DJ

## Diskografi
- De Kom Ridende (1999) EP
- Pen Jakke (OSLOVE, 2000) EP
- Østen (OSLOVE, 2000)
- Generasjon Hip Hop (OSLOVE, 2001) EP